# Приобье
Приобье — часть территории Западной Сибири, прилегающая к реке Обь и устьевым участкам её притоков. Представляет собой обширную территорию, протянувшуюся в меридианном направлении от Алтайского края до Ямало-Ненецкого автономного округа. Большая протяжённость Приобья в меридианном направлении обуславливает существенное различие географических и природно-климатических условий. Поэтому выделяют Верхнее Приобье (от Бийска до устья Томи), Среднее Приобье (от устья Томи до устья Иртыша) и Нижнее Приобье — от устья Иртыша до впадения в Обскую губу.
В разговорной речи термин Приобье употребляется, чаще, применительно к средней и нижней части этого района. Так жители Алтайского края и Новосибирской области крайне редко называют себя обчанами, приобчанами, обскими, с Оби, хотя по мере продвижения к северу такой демоним становится весьма распространён.

## География
В отличие от Поволжья, границы которого определены довольно чётко, Приобье, по причине малой населённости и труднодоступности отдельных территорий, чётко установленных границ не имеет.
К Верхнему Приобью традиционно относят:
- В Алтайском крае: города Бийск, Барнаул, Новоалтайск, Камень-на-Оби, центральные и северо-западные районы.
- В Новосибирской области: города Искитим, Бердск, Новосибирск, Обь, районы, находящиеся восточнее Чулыма.

К Среднему Приобью относят:
- Большую часть Томской области, за исключением Томска, Северска и прилегающих сельских районов, образующих вместе с северными районами Кемеровской области отдельный географический регион Притомье.
- Южную часть Ханты-Мансийского автономного округа.

К Нижнему Приобью относят:
- Северную часть Ханты-Мансийского автономного округа.
- Районы Ямало-Ненецкого автономного округа, западнее реки Таз.

## Климат
Вытянутость Приобья в меридианом направлении обуславливает сильную неоднородность климата.
Климат Верхнего Приобья умеренно-континентальный с жарким и достаточно продолжительным, местами, засушливым летом и устойчивой относительно холодной безветренной малоснежной погодой зимой, короткими периодами весны и осени. 
Климат Среднего Приобья умеренный, характеризуется более коротким, но все еще теплым летом, с достаточным, а местами - избыточным увлажнением, долгой зимой с часто сменяющимися волнами тепла и холода.
Нижнее Приобье находится, в основном, в субарктической зоне. Лето которое, весна и осень затяжные (а, в отдельные годы весна плавно переходит в осень) зима долгая, холодная, ветреная, снежная. Увлажнение избыточное. 

## Население
В Приобье проживает значительная часть населения Западной Сибири. Здесь находится третий по величине город России — Новосибирск, население которого с агломерацией превышает 2 млн человек и крупная городская агломерация Барнаул-Новоалтайск, численностью около 900 тыс. человек. Также в Приобье проживает значительная часть населения севера Западной Сибири: города Сургут, Нижневартовск, Ханты-Мансийск, Стрежевой, Салехард, Лабытнанги.

## Экономика
Верхнее Приобье традиционно является важнейшим сельскохозяйственным районом России. Основой экономики Среднего и Нижнего Приобья являются добыча полезных ископаемых (нефти и газа) и лесное хозяйство. Также в Приобье расположены индустриальные города Бийск, Новоалтайск, Барнаул, Новосибирск, Сургут.

## Транспорт
Река Обь долгие годы являлась важной транспортной артерией, связывающей Западную Сибирь и продолжает оставаться таковой и в XXI веке. В 1950-х — 1990-х годах по Оби в огромных количествах перевозился гравий из предгорий Алтая в места строительства нефтедобывающей инфраструктуры, транспорта и городов в Нижнем Приобье. Однако с 1990-х годов роль судоходства выше устья Томи существенно снизилась.
В Верхнем Приобье хороша развита дорожная инфраструктура. Основные дороги, идущие параллельно Оби на правом берегу: Р-256 Чуйский тракт, автодорога Р-255 Юрга-Томск, на левом берегу: автодорога Новосибирск-Ордынское-Камень-на-Оби-Барнаул (Ордынский тракт), автодорога Новосибирск-Мельниково-Молчаново-Каргасок. Дороги идущие перпендикулярно Оби: Р-254, Мельниково-Томск (Шегарский тракт), часть Северного широтного коридора, автодорога Новосибирск-Ленинск-Кузнецкий, автодорога Алтай-Кузбасс, автодорога Барнаул-Кулунда-граница с Казахстаном, автодорога Барнаул-Рубцовск-граница с Казахстаном.
Железные дороги в Верхнем Приобье представлены двумя ходами Транссиба, основным (через Новосибирск) и Среднесибирским (через Камень-на-Оби), Турксибом, линией Иня-Тогучин-Мереть, Томской и Бийской ветвями, сохранившемся северным участком Рудноалтайский железной дороги.